# La vie est un rêve
Pour plus de détails, voir Fiche technique et Distribution.
La vie est un rêve est un film français réalisé par Jacques Séverac, sorti en 1949.

## Fiche technique
- Titre : La vie est un rêve
- Réalisation : Jacques Séverac
- Scénario : Jacques Séverac
- Dialogues : Jean Sarment
- Photographie : Pierre Levent
- Son : Robert-Jean Philippe
- Décors : Roger Briaucourt
- Musique : Tony Aubin
- Montage : Monique Lacombe
- Société de production : Athena Films - Films Socome
- Tournage : du 2 août au 18 septembre 1948
- Pays d'origine :  France
- Format : Noir et blanc - 1,37:1 - 35 mm - Son mono
- Genre : Comédie
- Durée : 87 minutes
- Date de sortie : 
  - France - 29 juin 1949

## Distribution
- Suzy Carrier : Martine
- Georges Rollin : Pierre
- Roland Armontel : M. Brignolet
- Solange Turenne : Sylvette
- Milly Mathis : Gertrude
- Robert Moncade : Jacques
- Paul Demange : Barnabé
- Marcel Maupi : Arsène
- Eugène Frouhins : le brigadier